# Ярославський Олександр Владиленович
Олекса́ндр Владиле́нович Яросла́вський (*5 грудня 1959, Маріуполь) — український бізнесмен, колишній співвласник УкрСиббанку і президент харківського ФК «Металіст» з 2005 до 2012 рр.
Президент групи DCH (Development Construction Holding). 1 листопада 2018 року були введені російські санкції проти 322 громадян України, включаючи Ярославського.

## Життєпис
Народився в місті Жданові (тепер Маріуполь) у родині лікарів. За кілька років його батьки переїхали до м. Харкова, де Олександр закінчив академію громадського харчування, одержавши диплом за спеціальністю "технолога".
В подальшому три роки проходив військову службу у Збройних Силах СРСР в Угорщині. Після звільнення в запас, проходив юридичні курси при МВС і рік працював інспектором у харківському ВБРСВ.
У 1989 році закінчив аспірантуру Одеського технологічного інституту, кандидат технічних наук. Паралельно працював у Харківському харчовому інституті. Після розвалу СРСР почав займатись бізнесом.

## Бізнес

### DCH
Ярославський був віцепрезидентом АТ «Гея» до 1996 року, після чого став віцепрезидентом українського представництва Triverton International (до 1997 р.). З 1998 року він президент і головний акціонер JSCIB UKRSIB Group [джерело?].
В 2006 році передав контроль над «УкрСиббанком» BNP Paribas, після чого зосередив увагу на консолідації належних йому активів у рамках єдиної юрособи, групи DCH, одноособовим власником якої він є. 2010 року «УкрСиббанк» повністю перейшов під контроль BNP Paribas, який тоді тісно співпрацював із DCH у сфері стягнення проблемної заборгованості.
Група DCH — одна з найпотужніших бізнес-груп України, що включає фінансові структури, промислові об'єкти, у тому числі гірничодобувні підприємства (наприклад, Українську гірничодобувну компанію), девелоперські компанії, об'єкти елітної нерухомості (зокрема, елітний житловий комплекс «Воздвиженка» в Києві). Одним із ключових інтересів Ярославського є захист інвестицій своїх закордонних партнерів (крім BNP Paribas, до їхнього числа входять американські корпорації Citigroup і Apollo). Обидві ці бізнес-структури, як і DCH, мають свою частку власності в мережі торгово-розважальних центрів «Караван».
Група DCH брала участь у реконструкції харківського аеропорту [джерело?].. Реконструкція аеродрому здійснювалася за рахунок держави, а спорудження нового терміналу та реконструкція будівель аеропорту виконані за кошти Ярославського. Відкриття нового терміналу відбулося 28 серпня 2010 року [джерело?]..
25 лютого 2011 року група DCH завершила угоду з продажу належного їй Мереф'янського скляного заводу турецької компанії Sisecam. Сума угоди становила 32 млн євро [джерело?]..
На початку березня 2011 року група DCH продала ВАТ «Азот» Дмитру Фірташу. Суму угоди не розголошують, але, за словами самого Ярославського, результатом він задоволений. На думку експертів, йшлося про 800 млн доларів США.
За кошти Ярославського в м. Харкові також був побудований перший готель класу люкс "Kharkiv Palace 5*", який відкрили 5 грудня 2011 року. Під час Євро-2012 там розміщувалася штаб-квартира УЄФА [джерело?]..
Ярославський регулярно відвідує Всесвітній економічний форум у Давосі. Разом із Віктором Пінчуком він став одним з організаторів Українського ланчу в 2011 році. У складі української делегації брав участь у Ялтинській конференції (YES) у 2011 і 2013 роках [джерело?]..
З 2014 року є податковим резидентом Великої Британії.
У 2016 році, бізнесмен викупив назад контрольний пакет акцій Харківського тракторного заводу (ХТЗ), який продав у 2007 році російському підприємцеві Олегу Дерипасці.
У 2017—2018 роках придбав у російського підприємця Романа Абрамовича Дніпровський металургійний завод і криворізький рудник Суха балка. З тих самих пір отруює неконтрольованими викидами з застарілого обладнання жителів мільйонного м. Дніпро.
У 2020 році група DCH Ярославського розпочне спорудження на території ХТЗ індустріального технопарку «Екополіс ХТЗ», куди увійдуть індустріальний парк, технопарк, розподільний центр для онлайн-торгівлі, логістичний комплекс, торговельний кластер, дослідний, освітній і медичний центри [джерело?]..
У 2020 році група DCH займеться зведенням аеровокзального комплексу в аеропорту Дніпра [джерело?]..
Група DCH Олександра Ярославського планує в 2020 році зайти на український ринок будівництва та ремонту доріг [джерело?]..
Олександр Ярославський є власником банку "Кредит-Дніпро".

### ФК «Металіст»
Ярославський став власником ФК «Металіст» 2005 року, у грудні 2012 продав його Сергію Курченку.[джерело?]

### Екополіс ХТЗ
«Екополіс ХТЗ» — проєкт групи DCH, щодо редеволопменту території Харківського тракторного заводу (ХТЗ) на багатофункціональну екосистему для бізнесу. Інвестиційна ємність проєкту — $1 млрд до 2033 року.
Площа «Екополіса ХТЗ» перевищить 150 га, площа приміщень має становити 550 тис. м2. До складу дослідного центру мають ввійти агротехнологічний кластер, освітній кластер включатиме вищі навчальні заклади та бізнес-школу, у тому числі Харківський фізико-технічний інститут, Каразінську школу бізнесу, Інститут Конфуція тощо.

### Участь у купівлі Мотор-Січ
На початку серпня 2020 року одна з дочірніх компаній групи DCH — «МС-4» — досягла домовленості з китайською компанією Skyrizon Aircraft Holdings Limited (дочірня компанії Beijing Skyrizon) про спільний розвиток заводу «Мотор Січ», який до того намагалися купити інші китайські компанії у 2016 та 2019 роках. Дозволу від Антимонопольного комітету України на ці угоди станом на середину січня 2021 року немає, прокуратура у серпні 2020 року повторно арештувала акції підприємства, а нові власники після попередження у вересні 2020 року подали проти України до міжнародного арбітражу щодо відшкодування збитків у 3,5 млрд доларів через незатвердження угоду про куплю акцій новими китайсько-українськими власниками. Відомо, що на 31 січня 2021 року заплановані позачергові загальні збори акціонерів товариства «Мотор Січ», які генеральний конструктор «Мотор Січ» та один з акціонерів товариства В'ячеслав Богуслаєв називає спробою рейдерського захоплення підприємства, оскільки на ньому планується замінити менеджмент підприємства для отримання контролю над підприємством..
У січні 2021 року, Міністерство фінансів США ввело санкції проти компанії Skyrizon, яка є партнером компанії Олександра Ярославського з розвитку заводу «Мотор-Січ», через спроби придбати та узаконити закордонні військові технології та роботу в інтересах китайської армії, що становить загрозу національній безпеці США, а 18 січня стало відомо, що Служба безпеки України викликає Олександра Ярославського для дачі показів 19 січня у якості свідка у кримінальному провадженні щодо ПАТ «Мотор Січ» за ст. 14 («Готування до кримінального правопорушення»), ст. 111 («Державна зрада»), ст. 113 («Диверсія») Кримінального кодексу України. На думку Олександра Ярославського, цей виклик на допит є ознакою залякування бізнесу і тиску на інвесторів та схожий із подіями на Харківському тракторному заводі у 2016 році.

## Політика
2002—2006 — народний депутат ВРУ IV скликання від Блоку Віктора Ющенка «Наша Україна».
2012—2020 — конфліктував із мером Харкова Геннадієм Кернесом, врешті прийшовши згоди.

## Доброчинність
У жовтні 2010 року, Ярославський та український олігарх Дмитро Фірташ (власник DF Group) на благодійній вечері Фонду Олени Пінчук Антиснід купили картину британського художника Дем'єна Герста «In Love» за 1,75 млн євро, встановивши рекорд українського аукціонного бізнесу. Гроші були передані на роботу проєкту Антиснід і Фонду Клінтона [джерело?]..
В 2019 році, на запрошення Ярославського на зустріч з молоддю Харкова приїжджав засновник Alibaba, один із найбагатших людей світу Джек Ма.
Спонсорує харківський регбійний клуб «Олімп» — один із провідних клубів України з регбі [джерело?]..
5 грудня 2019 року, Ярославський відкрив першу чергу музею турніру Євро-2012.

## Розслідування ДТП
9 лютого 2022 року, відділ комунікації поліції Харківської області повідомив, що близько 22:55, в районі 534 км автодороги «Київ-Харків-Довжанський», невстановлений автомобіль, який рухався зі сторони міста Чугуєва в напрямку міста Харкова, скоїв наїзд на пішохода — чоловіка на вигляд близько 50 років. Пізніше було встановлено, що людину збив кортеж Олександра Ярославського, а на місці ДТП були знайдені номери автомобіля 0018, які мала одна з машин його кортежу.
10 лютого 2022 року, о 13:50, Ярославський разом зі своїм тестем Сергієм Свентицьким, чартерним рейсом вилетів з Харкова за кордон, до аеропорту Фарнборо (Лондон, Велика Британія). Того ж дня, згідно повідомлення пресслужби МВС України, Національна поліція планує викликати на допит бізнесмена Олександра Ярославського через можливу причетність до скоєння ДТП під Харковом уночі проти 10 лютого.
Того ж дня, 10 лютого, керівник МВС України Денис Монастирський звільнив начальника поліції Харківської області Станіслава Перліна через спробу фальсификації справи щодо ДТП з кортежем бізнесмена Олександра Ярославського. Монастирський підкреслив: «До відповідальності за смерть людини буде притягнутий тільки той, хто був за кермом! Щойно ухвалив рішення про звільнення начальника поліції Харківської області Станіслава Перліна. Також буде розслідувано спробу фальсификації справи щодо ДТП з кортежем відомого бізнесмена Олександра Ярославського».
12 лютого 2022 року, Генеральний прокурор Ірина Венедіктова закликала Олександра Ярославського повернутися в Україну. Крім того, вона повідомила, що чоловік, який раніше зізнався у скоєнні ДТП, не прийшов на судове засідання та його зараз розшукують. Раніше також зазначалося, що за кермом міг перебувати і сам бізнесмен.

## Особисте життя
Одружений, має п'ятьох дітей.

## Нагороди
- Почесний громадянин Харківської області (2006)[34]
- Слобожанська слава (2009)[35]
- 2018 і 2019 року отримував звання «Почесний доктор» Харківського університету міського господарства[36]

### Інтерв'ю
1. Александр Ярославский: «В Лондоне я бы никогда ничего подобного не делал» [Архівовано 4 березня 2016 у Wayback Machine.]
2. Олександр Ярославський: Де я, а де політика? Я простий український хлопець з Харкова [Архівовано 1 листопада 2011 у Wayback Machine.]
3. Александр ярославский: «я харьковчанин, и видеть радость на лицах тысяч харьковских болельщиков для меня — лучший стимул работать» [Архівовано 25 лютого 2014 у Wayback Machine.]
4. Атлант и металлист  [Архівовано 22 червня 2012 у Wayback Machine.]
5. Александр Ярославский: «Еврочемпионат примем по-европейски»
6. Александр Ярославский: «Мои пять „звёзд“ на сегодня — стадион, аэропорт, тренировочная база „Металлиста“, детская футбольная академия и гостиница. Они значимы для Харькова и, соотвественно, для меня» [Архівовано 7 березня 2016 у Wayback Machine.]
7. Александр ЯРОСЛАВСКИЙ: «Я могу лично гарантировать, что иностранцы будут довольны посещением Харькова»[недоступне посилання з серпня 2019]
8. Александр Ярославский: «Свои обязательства по подготовке родного города я выполняю на 100 %»

### Статті
1. Александр Ярославский: «Новый терминал — наш подарок харьковчанам. Мы вложили в него всю свою душу» [Архівовано 7 серпня 2011 у Wayback Machine.]
2. Checking in next year: Kharkiv's 5-star flagship hotel[недоступне посилання з серпня 2019]
3. Александр Ярославский: «Это будет лучший отель в Украине» [Архівовано 7 березня 2011 у Wayback Machine.]
4. «Металлист» стал первым клубом Украины, завоевавшим «бронзу» национального чемпионата пятый раз подряд [Архівовано 25 лютого 2014 у Wayback Machine.]
5. «Без Ярославского в Харькове не будет Евро-2012» [Архівовано 3 травня 2012 у Wayback Machine.]
6. Украинское Евро-2012 глазами иностранцев: Шоколадный Львов, Чернобыль и роскошь «Шахтера»
7. Metalist Media Cup. Это было великолепно! (+фото) [Архівовано 12 серпня 2011 у Wayback Machine.]
8. Слобожанское футбольное чудо под микроскопом  [Архівовано 4 березня 2016 у Wayback Machine.]
9. 360 дней до ЕВРО-2012. Ярославский покорил западные СМИ

#### Іноземні ЗМІ
1. Bogacz z Charkowa zbudował na Euro 2012 nie tylko stadion, ale i lotnisko
2. Ukrainian oligarch and friend of Roman Abramovich who is trying to remain a man of the people [Архівовано 11 червня 2011 у Wayback Machine.]
3. Venue for Euro 2012 final way off target for completion [Архівовано 12 червня 2011 у Wayback Machine.]